# Carrier Air Wing 7

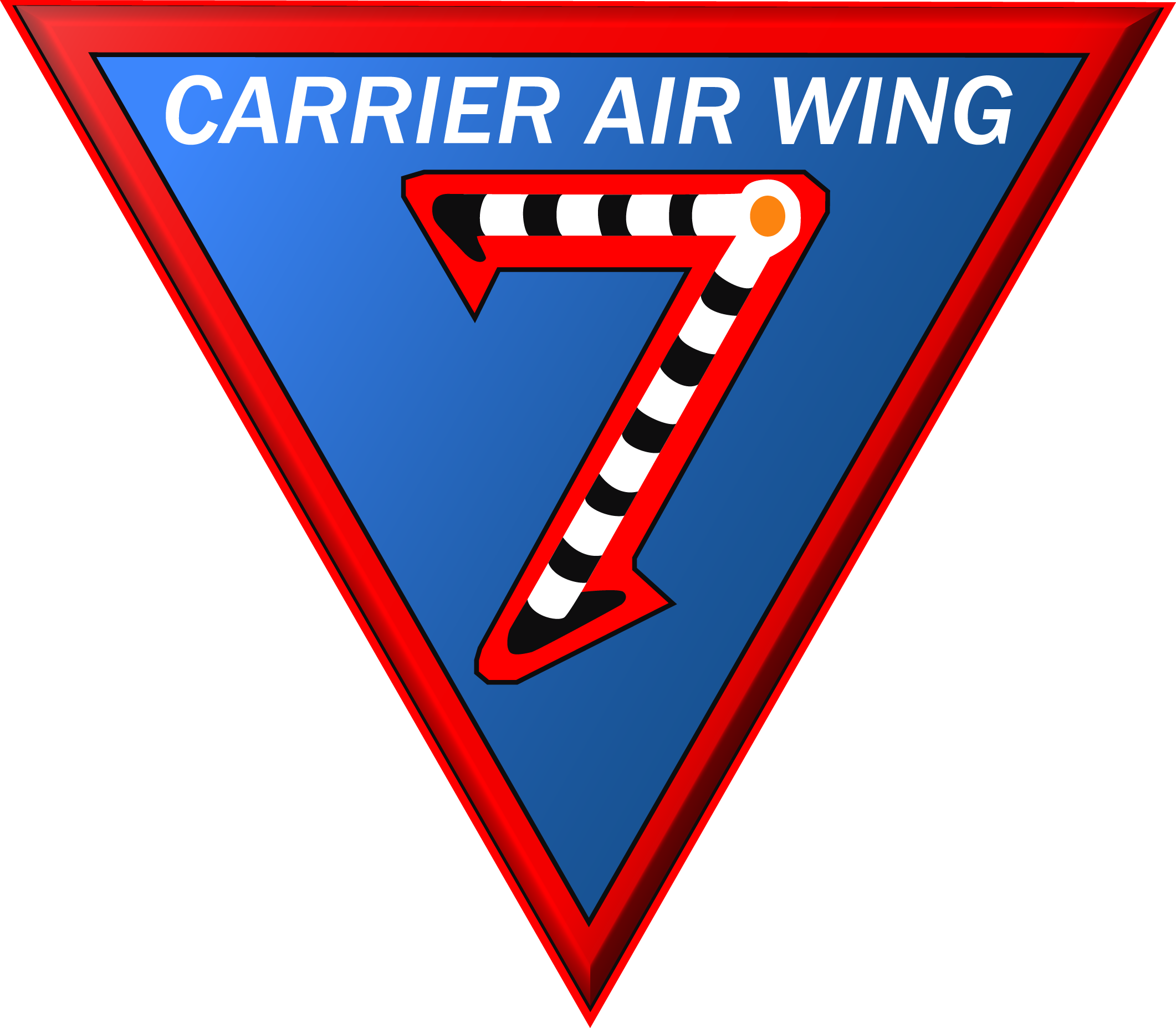

El Carrier Air Wing 7 (CVW-7) es un ala aérea embarcada de la Armada de los Estados Unidos; forma parte del Naval Air Force Atlantic.

## Historia
Creada en 1943, luchó en la guerra del Pacífico (Japón). Luego, en 1952, luchó en la guerra de Corea desde el USS Bon Homme Richard. En 1965 entró en acción en la guerra de Vietnam desde el USS Independence. En la década de 1990 tomó parte de las operaciones Desert Shield (Irak, 1990), Deny Flight (Bosnia y Herzegovina, 1995) y Southern Watch (Irak); todas desde el USS Dwight D. Eisenhower. En el siglo XXI, ha entrado en acción en las operaciones Enduring Freedom (Afganistán) e Iraqi Freedom (Irak).